# Тимофєєва Юлія Петрівна
Ю́лія Петрі́вна Тимофє́єва (біл. Юлія Пятроўна Цімафеева; нар. 12 січня 1982, с. Сперижжя Брагінського району Гомельської області) — білоруська поетеса і перекладачка.

## Життєпис
Закінчила факультет англійської мови Мінського державного лінгвістичного університету, Білоруський Колегіум, відвідувала Перекладацьку майстерню. Одна із засновників і редакторів інтернет-журналу перекладної літератури «ПрайдзіСвет». Член Спілки білоруських письменників і Білоруського ПЕН-центру. Одна з організаторів та кураторів Школи молодого письменника за Союзу білоруських письменників. Також одна з ведучих культурної телепередачі «Ремарка» на телеканалі БелСат.
Живе в Мінську. Дружина письменника Альгерда Бахаревича.

## Творчість
Автор збірки власної і перакладеної поезії «Книга помилок» (2014), а також поетичних збірок "Цырк" (2016) і "ROT" (2020)
Перекладала з англійської поезію Ч. Буковські, М. Дікмана, С. Крейна, Е. Лоуелл, С. Плат, В. Вітмена, з португальської — А. Каейру, з іспанської — О. Паса, М. Ебну; прозу з англійської — Е. Ч. Асонду, М. Бірбама, Г. Ч. Босмана, Ш. П. Гілман, Д. Г. Лоуренса, Д. К. Оутс, Е. По, К. Шопен та ін.
Переклади прози і поезії друкувалися в журналах «pARTizan», «Між», «ARCHE», «Дзеяслоў», газеті «Літературна Білорусь». Переклади оповідань «Золотий жук» і «Колодязь і маятник» Е. По вийшли в том його вибраних творів (2011) з спільної серії Союзу білоруських письменників і журналу «ПрайдзіСвет».
Брала участь у міжнародному літературному фестивалі у Біржаї (Литва), фестивалі «Вершы на асфальце» в Мінську, виступала на міжнародному книжковому ярмарку в Гетеборзі (Швеція), міжнародному жіночому слемі в Мінську (2012).

## Визнання
- 3-тє місце на Міжнародному жіночому слемі в Мінську (2012)
- Переможець конкурсу Спілки білоруських письменників для молодих авторів «Экслібрыс» (2012) у номінації проза
- Шорт-лист премії «Дебют» імені М. Богдановича (2014) в номінації поезія зі збіркою поезії «Книга помилок»
- Лауреат премії журналу «ПрайдзіСвет» (2015) у номінації поезія за добірку перекладів у збірці «Книга помилок»